# Чахундордж
Чахундордж (1634—1698) — 5-й тушету-хан монголів у Халхці в 1655—1698 роках.

## Життєпис
Походив з роду тушету-ханів, нащадків великого кагана Даян-хана. Син 4-го тушету-хана Гомбодорджи. Народився 1634 року. У 1655 році успадкував владу. У 1662 році втрутився у протистояння щодо влади в державі дзасакту-ханів. У союзі з сецен-ханом Баба-ханом змусив 1663 року відступити суперника — алтин-хана Лобсан-хунтайджі, боротьба з яким тривала до 1666 року.
У 1675 році після прощі до Тибету спорудив храм у монастирі Ерденідзу на честь Далай-лами V. Невдовзі після чого вступив у конфлікт з дзасакту-ханом Ценгууном щодо втікачів з держави дзасакту-ханів, яких Чахундордж не бажав віддавати. Це спричинило тривалу війну з дзасакту-ханами. Разом з тим з 1681 року став відправляти нойонів, що вбиралися до сибірських володінь Московського царства. На меті було встановлення влади тушету-ханів над бурятськими племенами. 1681 року було взято в облогу Селенгінський острог, а тунгусам, залежним від хана, наказано було захопити Нерчинськ, але цього не вдалося. 1682 року укладено мир з московськими воєводами.  Проте, у 1685 році Чахундордж відправив нові війська, аби відвоювати у московитів бурятські землі, але спроба захопити Тункінський, Селенгінський і Удинський остроги виявилася невдалою. 
У 1687 році в конфлікт з дзасакту-ханами втрутився союзник дзасагту-хана Шари-хана джунгарський володар Галдан Бошоґту-хан. Втім до підходу джунгарів Чахундордж завдав нищівної поразки Шара-хану, який загинув. 1688 року завдав поразки джунгарському загону на чолі з родичем Галдан-Бошоґту-хана. 
Водночас відправив брата Шидіширі батур-хунтайджі у похід до сибірських володінь Московського царства, вкотре плануючи відвоювати Бурятію. Військо чисельністю 4 тис. вояків взяло в облогу Удинський і Селенгінський остроги. Відбулися битви під Удинським острогом та на річці Букун (неподалік від Селенгінського острогу), де жодна зі сторін не здобула перемоги. Втім складна ситуація в самих володіннях тушету-хана, змусила війська рушити на допомогу Чахундорджу, який вів боротьбу з джунгарами. 
В цей час джунгарськи володар Галдан Бошоґту-хан виступив проти тушету-хана з 30-тисячним військом. Обидві сторони готувалися до битви в місцевості Кара-Ерчік і Цаган-Ерчік. Тут супротивників зустрів посланець зі Лхаси, який діяв від імені Далай-лами VI, і запропонував замиритися. Чахундордж відступив до озера Чугдус-Нор, де став очікувати переговорів. Цим скористався джунгарський хан, який атакував супротивника, завдавши поразок спочатку лівого (східного) крила тушету-хана, згодом у місцевості Темура (річка Тамір, притока Орхона) завдали поразки синові Чахундорджа. Передові загони джунгарів підійшли до монастиря Ердені-Дзу, резиденції Чжебдзун-Дамба-хутухти, брата Чахундорджа. Чжебдзун-Дамба-хутухту зі своїми соратниками полишив свою резиденцію і втік до китайських володінь. Ставку тушету-хана було захоплено і сплюндровано. В свою чергу Чахундорджа 9—10 жовтня 1688 року біля озера Улугай Галдан-хан розгромив війська Чахундорджа, який став відступати до китайського кордону.
Зазнаючи поразок від джунгарів, Чахундордж був змушений звернутися по допомогу до цінського імператора Кансі. 1 жовтня 1688 року Чахундордж офіційно звернувся до Кансі про прийняття в підданство імперії Цін (Китай). В подальшому брав участь у військовому протистоянні імперії Цін з Московським царством в західному Забайкаллі, де брав участь в облозі Албазина.
У травні 1691 року на Долоннорському з'їзді разом з іншими ханами Халхи прийняв підданство Китаю, внаслідок чого Зовнішня Монголія увійшла до складу імперії Цін. Згодом брав участь у складі цінських військ проти Галдан-Бошоґту-хана. Помер у 1696 році. Йому спадкував онук Дондубдордж, що мав обмежену внутрішню автономію.